# Àhmad (nom)
Àhmad és un nom masculí àrab (àrab: أحمد, Aḥmad) que literalment significa ‘més lloable’, i que, com a sobrenom del profeta Muhàmmad, es pot traduir com ‘el Lloadíssim’. Si bé Àhmad és la transcripció normativa en català del nom en àrab clàssic, també se'l pot trobar transcrit Ahmed, Ahmad, Ahmet. Com que Àhmad és un dels sobrenoms del profeta Muhàmmad, aquest nom també el duen molts musulmans no arabòfons que l'han adaptat a les característiques fòniques i gràfiques de la seva llengua: amazic cabilenc: Ḥmed; bambara: Amadu; bosnià: Ahmed; català medieval: Açmet, Azmet; kurd: Ehmed; turc: Ahmet; wòlof i en altres llengües africanes subsaharianes occidentals: Aamadu, Amadu, Amadou, Ahmadu o Ahmadou.
Vegeu aquí personatges i llocs que duen aquest nom.